# Tetramoera schistaceana
Sâu xám đục lá mía đường (Tetramoera schistaceana) là một loài bướm đêm thuộc họ Tortricidae. Loài này có ở Indonesia (Java), Trung Quốc (Quảng Đông), Đài Loan, Malaysia, Philippines, Mauritius, Hawaii, Madagascar và Réunion.
Sải cánh dài 14–18 mm.
Ấu trùng ăn Saccharum dulce. Các ấu trùng đục hang ngắn trong thân cây, thường là gần bề mặt và thường là cây non. Lá của chồi rất non cũng có thể bị tấn công, trong khi ở cây mía lớn hơn.